# Station Jarosław
Station Jarosław is een spoorwegstation in de Poolse plaats Jarosław.

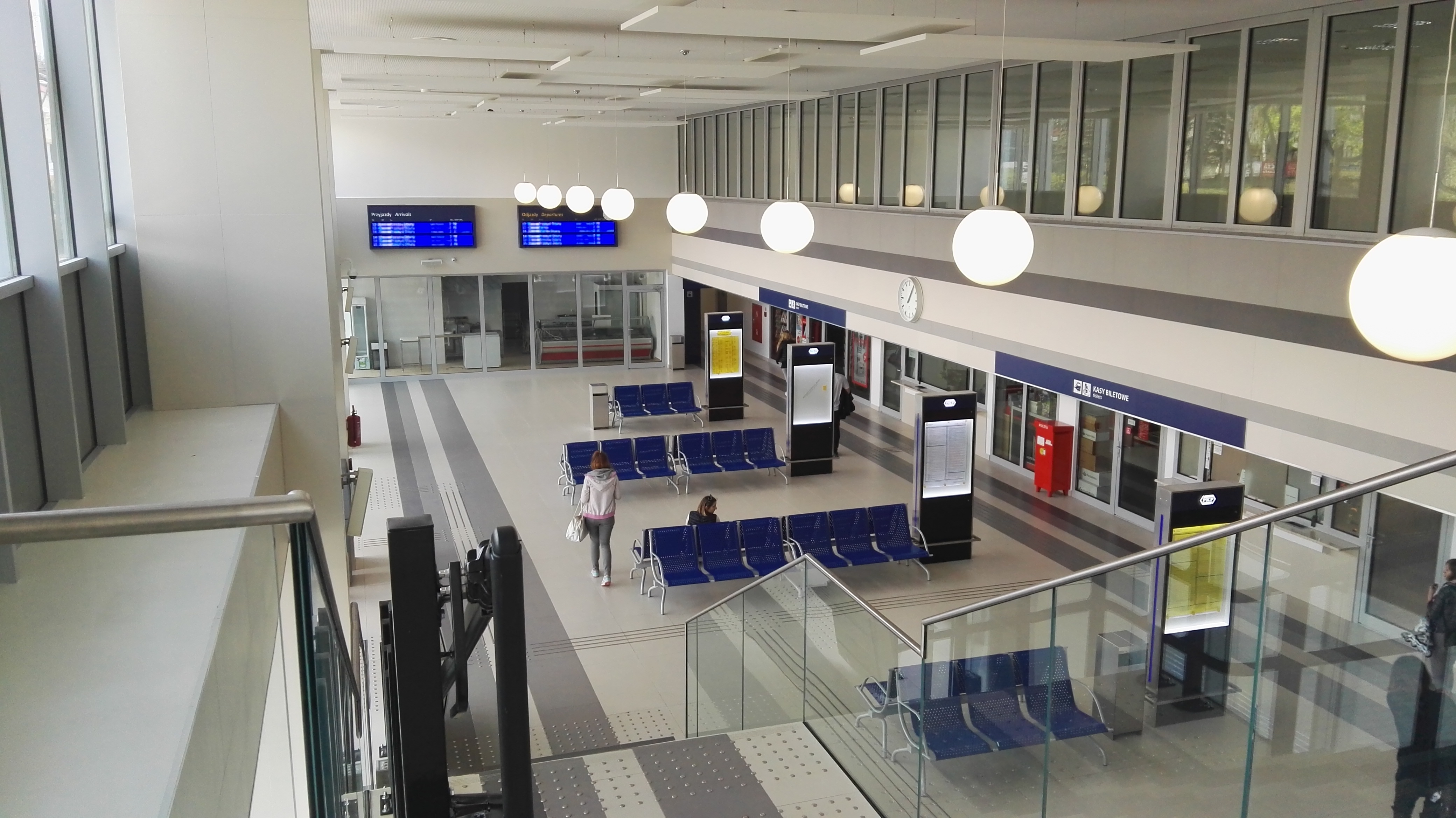
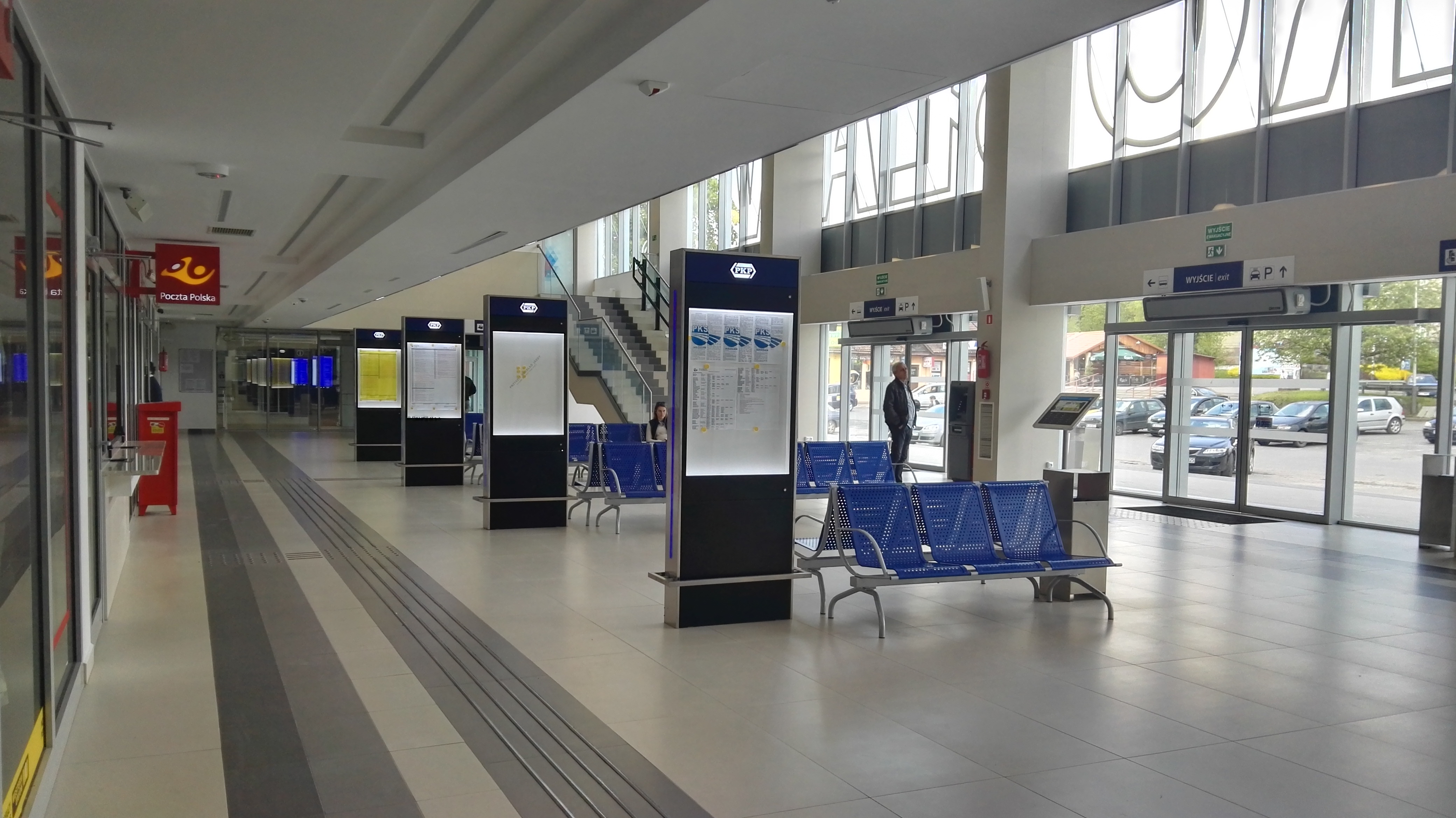
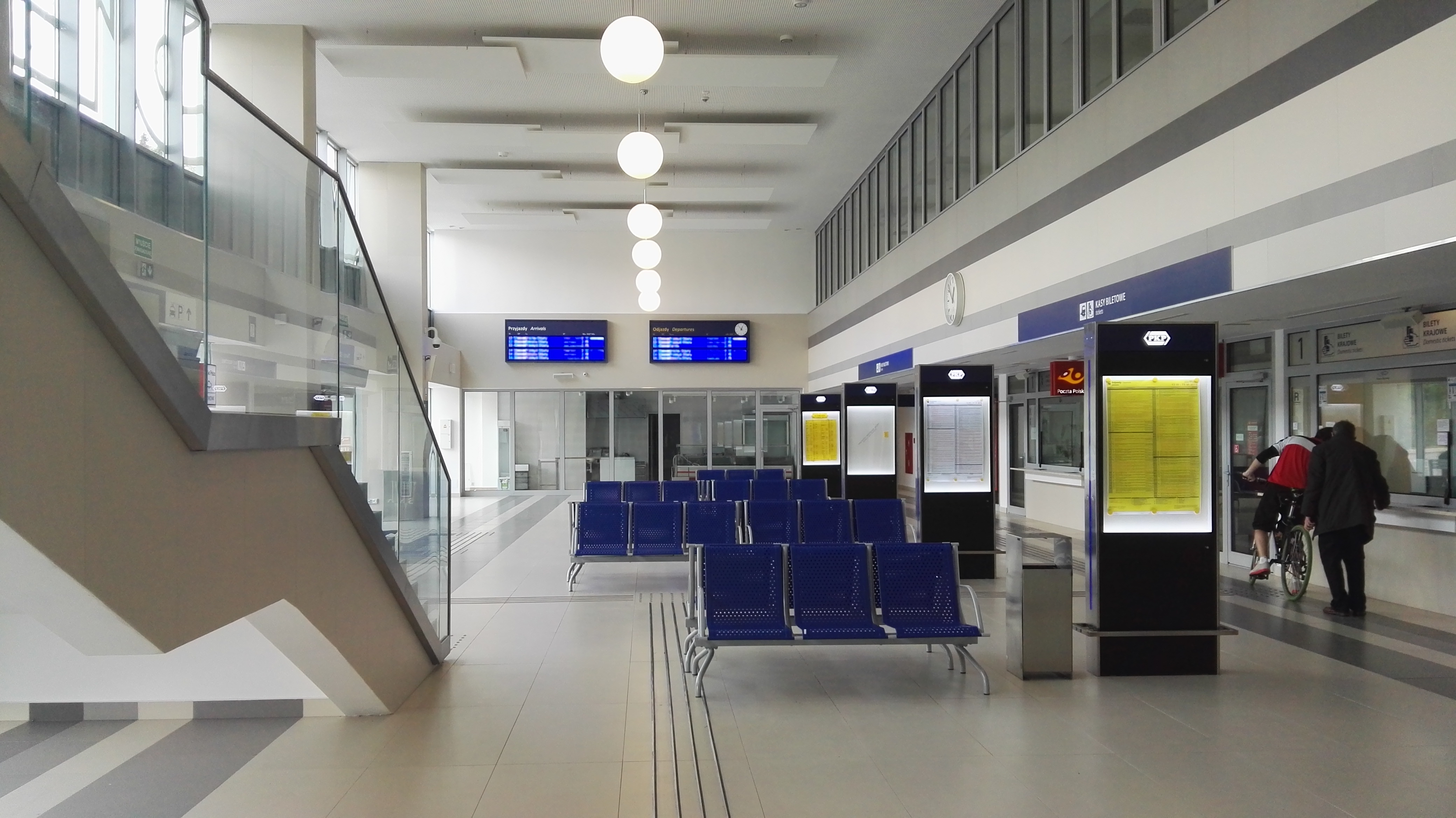
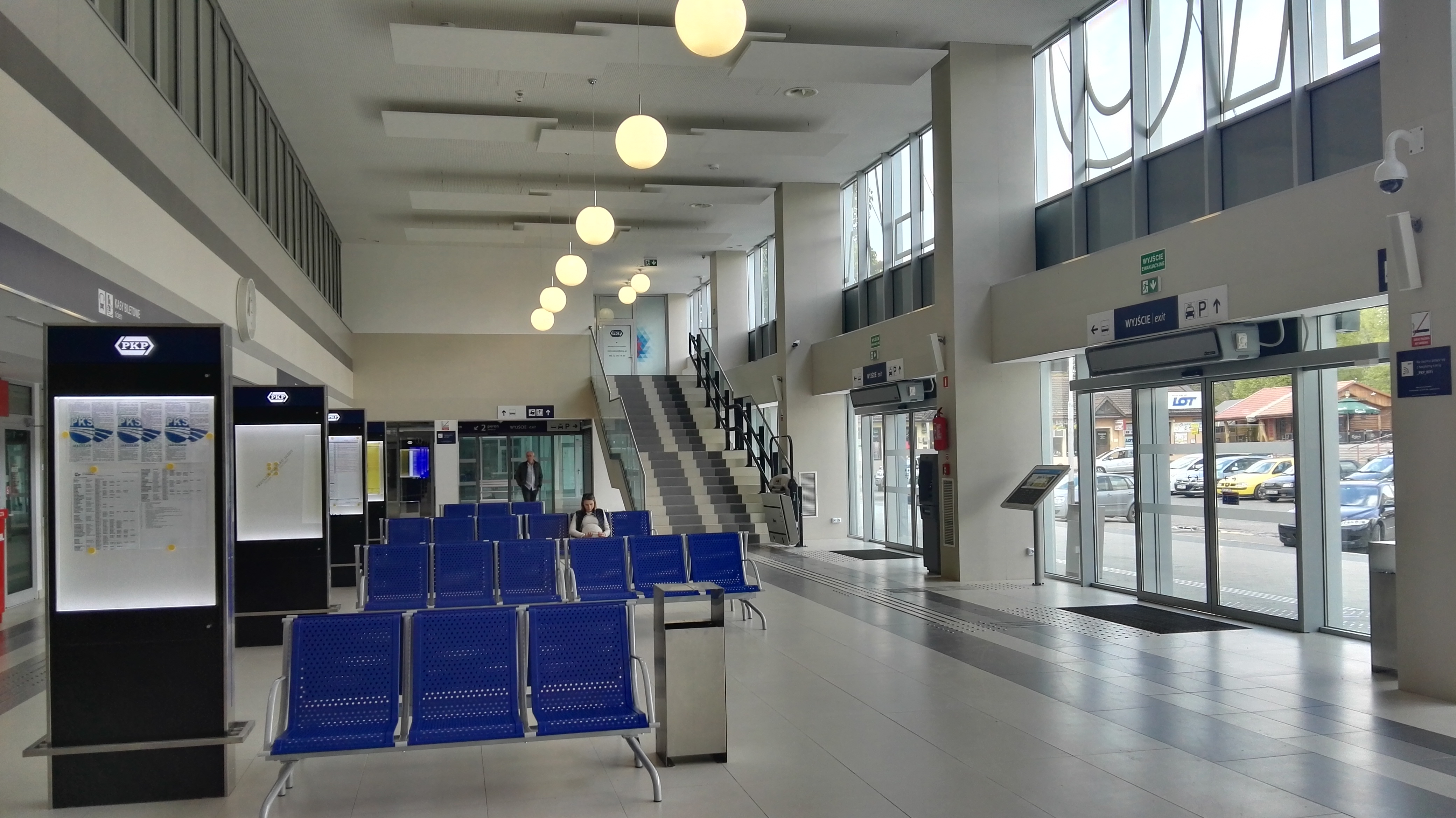
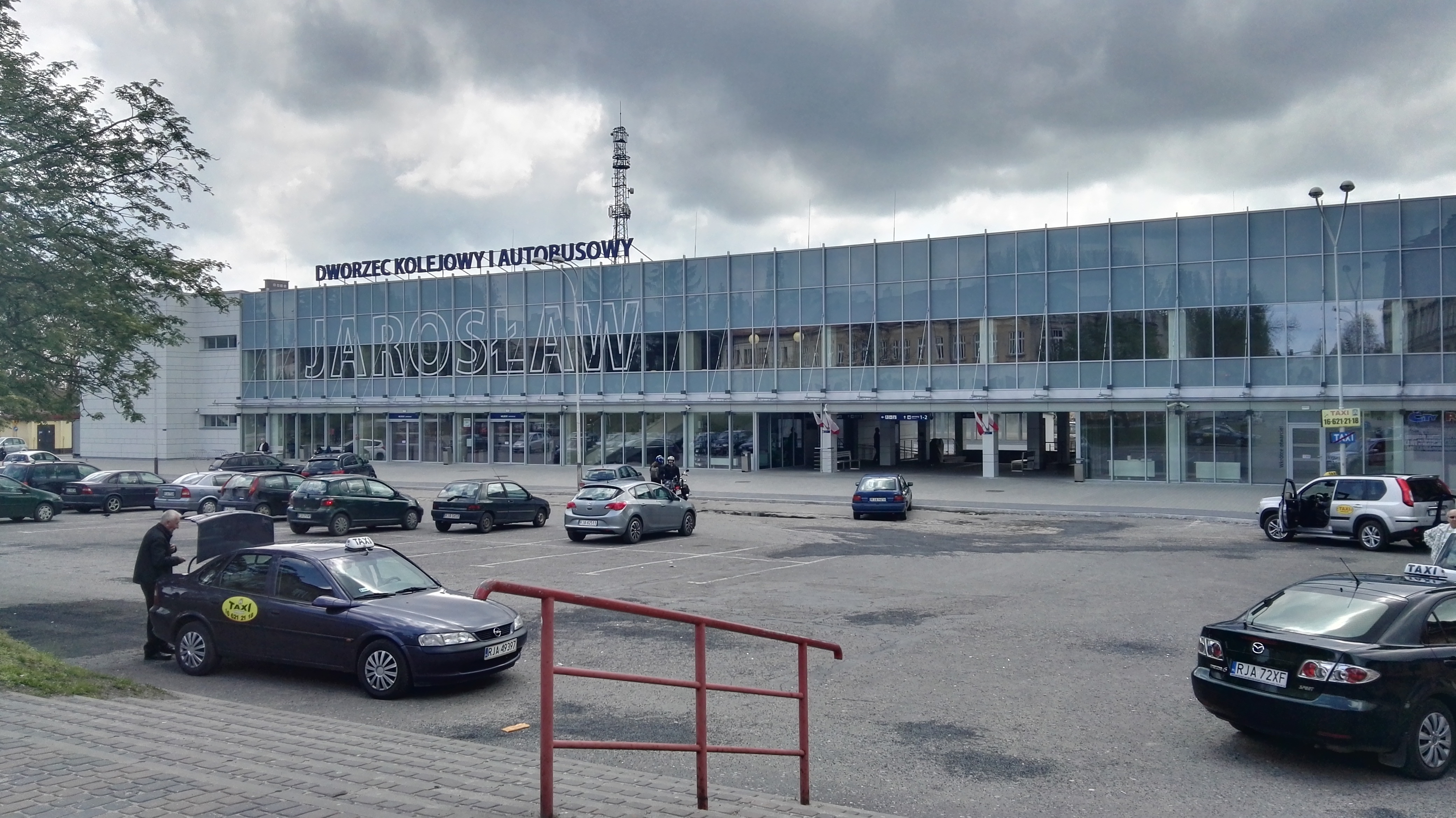
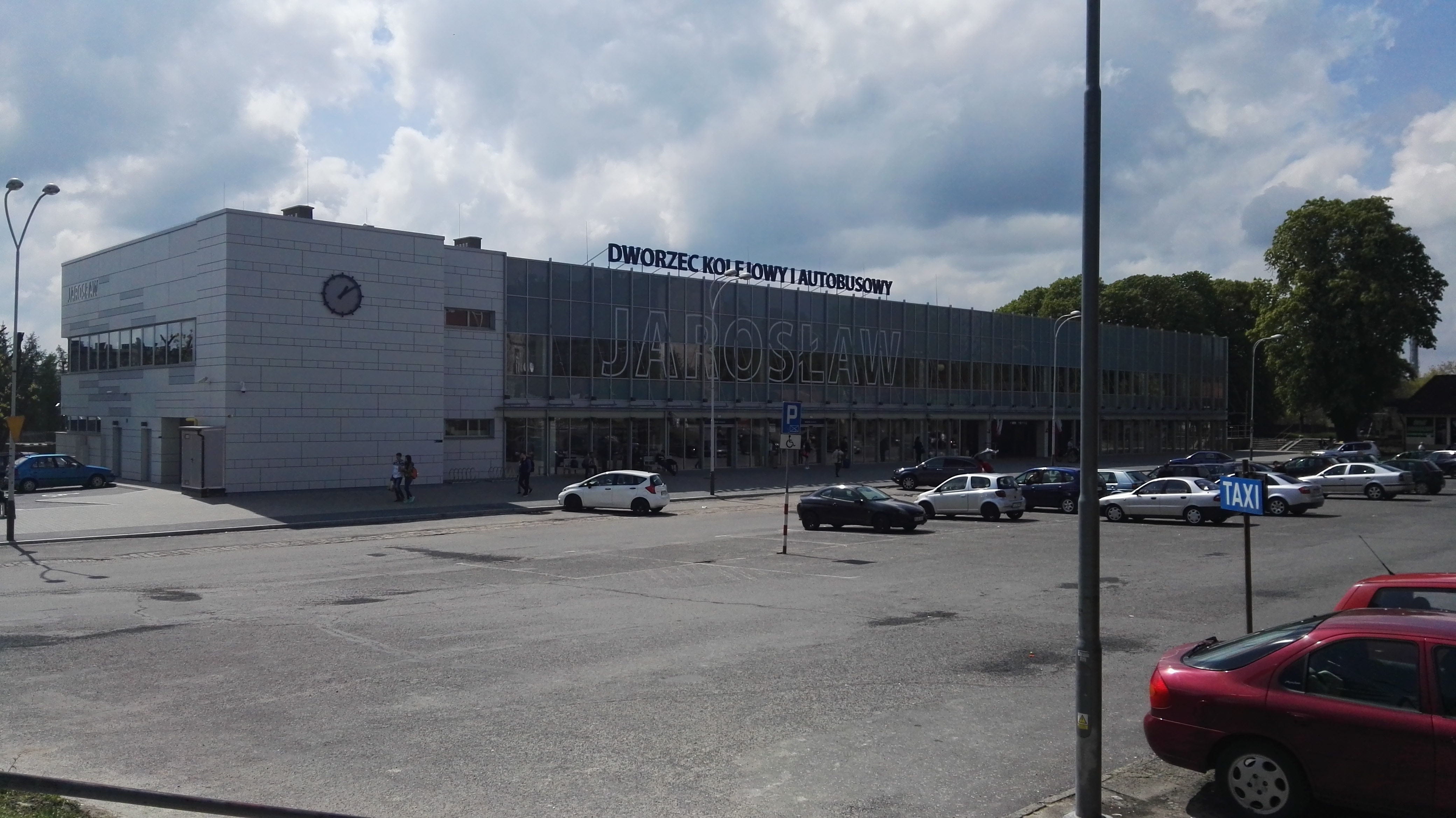